# Mistrzostwa Świata w Piłce Nożnej 2010
XIX Mistrzostwa Świata w Piłce Nożnej były rozgrywane w Republice Południowej Afryki w dniach od 11 czerwca do 11 lipca 2010 roku. Mistrzem świata została Hiszpania, która w finale pokonała Holandię po dogrywce. Gospodarze turnieju zajęli 3. miejsce w grupie i zostali pierwszymi w historii gospodarzami, którzy zakończyli udział w turnieju na pierwszej fazie rozgrywek. W turnieju zadebiutowały reprezentacje Słowacji i Serbii.

## Gospodarz mistrzostw
Były to pierwsze mistrzostwa świata w piłce nożnej rozegrane na kontynencie afrykańskim. Pierwotnie do organizacji mistrzostw zgłosiło się pięć krajów: Egipt, Libia z Tunezją, Maroko i RPA. Tunezja wycofała się, gdy FIFA podjęła decyzję o niedopuszczeniu kandydatur podwójnych. Libia zaś została zdyskwalifikowana przez FIFA, gdyż bez Tunezji przestała spełniać stawiane kandydatom wymogi. 15 maja 2004 roku w Zurychu komitet wykonawczy FIFA 14 głosami wybrał RPA na gospodarza mistrzostw w 2010 roku. Maroko otrzymało 10 głosów, a Egipt nie otrzymał żadnego.
Oficjalną maskotką w kształcie lamparta zostało Zakumi. Oficjalna prezentacja odbyła się w Johannesburgu 22 września 2008 roku.
Hymn mistrzostw to „Waka Waka (This Time for Africa)” wykonany przez Shakirę.

## Terminarz
Na 11 czerwca 2010 FIFA wyznaczyła mecz otwarcia, faza grupowa zakończyła się 25 czerwca, mecze 1/8 finału odbyły się w dniach od 26–29 czerwca, mecze ćwierćfinałowe odbywały się w dniach 2 i 3 lipca, półfinały trwały w dniach 6 i 7 lipca, mecz o 3. miejsce był 10 lipca, a finał odbył się 11 lipca.

## Hasło mistrzostw
Celebrujmy ludzkość Afryki (ang. Ke Nako. Celebrate Africa’s Humanity)

## Kwalifikacje
- Europa (UEFA) – 13 miejsc,  Osobny artykuł: Mistrzostwa Świata w Piłce Nożnej 2010 (eliminacje strefy UEFA).
- Ameryka Południowa (CONMEBOL) – 4 lub 5 miejsc, baraż o 5 miejsce z drużyną z CONCACAF,  Osobny artykuł: Mistrzostwa Świata w Piłce Nożnej 2010 (eliminacje strefy CONMEBOL).
- Ameryka Północna, Środkowa i Karaiby (CONCACAF) – 3 lub 4 miejsca, baraż o 4 miejsce z drużyną z CONMEBOL,  Osobny artykuł: Mistrzostwa Świata w Piłce Nożnej 2010 (eliminacje strefy CONCACAF).
- Azja (AFC) – 4 lub 5 miejsc, baraż o 5 miejsce z drużyną z OFC,  Osobny artykuł: Mistrzostwa Świata w Piłce Nożnej 2010 (eliminacje strefy AFC).
- Afryka (CAF) – 6 miejsc, w tym RPA jako gospodarz,  Osobny artykuł: Mistrzostwa Świata w Piłce Nożnej 2010 (eliminacje strefy CAF).
- Oceania (OFC) – 0 lub 1 miejsce, jedna drużyna weźmie udział w finałowej fazie eliminacji azjatyckich,  Osobny artykuł: Mistrzostwa Świata w Piłce Nożnej 2010 (eliminacje strefy OFC).
- Baraże interkontynentalne –  Osobny artykuł: Mistrzostwa Świata w Piłce Nożnej 2010 (baraże interkontynentalne).

Wszystkie drużyny muszą brać udział w kwalifikacjach do Mistrzostw Świata w Południowej Afryce w 2010 roku. Po raz pierwszy od Mistrzostw Świata 1934, gospodarz (RPA) weźmie udział w kwalifikacjach, ponieważ pokrywają się one z eliminacjami Pucharu Narodów Afryki 2010. Jednak bez względu na wynik eliminacji gospodarze mają zagwarantowany udział w Mistrzostwach Świata. Losowanie grup, w których odbywać się będą eliminacje do turnieju finałowego miało miejsce w Durbanie, RPA 25 listopada 2007 roku. Z udziału w rozgrywkach wycofały się reprezentacje Bhutanu, Brunei, Erytrei, Filipin, Guamu, Laosu, Republiki Środkowoafrykańskiej oraz Wysp Świętego Tomasza i Książęcej.

### Zakwalifikowane drużyny

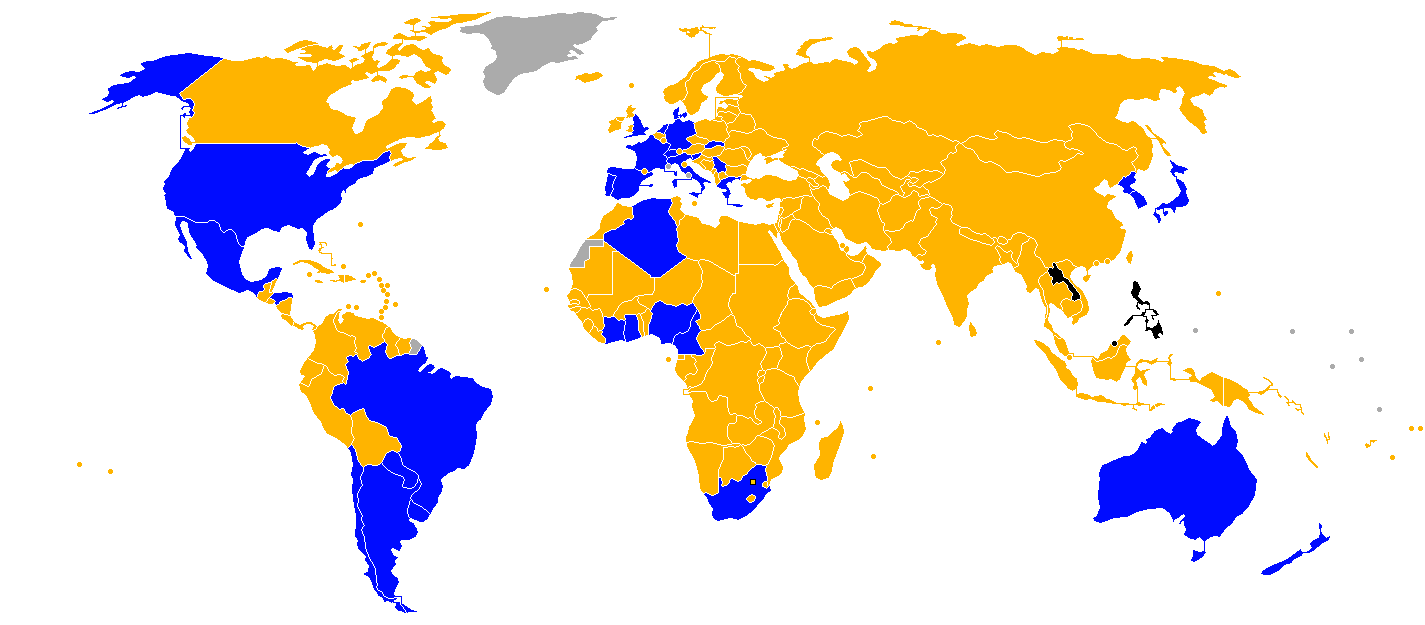
Kraje zakwalifikowane do finałów Mistrzostw Świata
Kraje niezakwalifikowane do finałów Mistrzostw Świata
Kraje, które nie brały udziału w kwalifikacjach
Kraje niebędące członkami FIFA

Kraje zakwalifikowane do finałów Mistrzostw Świata
     Kraje niezakwalifikowane do finałów Mistrzostw Świata
     Kraje, które nie brały udziału w kwalifikacjach
     Kraje niebędące członkami FIFA
| Drużyna                  | Grupa kwalifikacyjna     | Strefa   | Liczba występów | Najlepszy wynik                            | Ostatni występ | Miejsce w Rankingu FIFA |
| ------------------------ | ------------------------ | -------- | --------------- | ------------------------------------------ | -------------- | ----------------------- |
| Południowa Afryka        | gospodarz                | CAF      | 2               | Faza grupowa (1998, 2002)                  | 2002           | 83                      |
| Kamerun                  | A                        | CAF      | 5               | Ćwierćfinał (1990)                         | 2002           | 19                      |
| Nigeria                  | B                        | CAF      | 3               | 1/8 finału (1994, 1998)                    | 2002           | 21                      |
| Algieria                 | C                        | CAF      | 2               | Faza grupowa (1982, 1986)                  | 1986           | 30                      |
| Ghana                    | D                        | CAF      | 1               | 1/8 finału (2006)                          | 2006           | 32                      |
| Wybrzeże Kości Słoniowej | E                        | CAF      | 1               | Faza grupowa (2006)                        | 2006           | 27                      |
| Dania                    | 1                        | UEFA     | 3               | Ćwierćfinał (1998)                         | 2002           | 36                      |
| Szwajcaria               | 2                        | UEFA     | 8               | Ćwierćfinał (1934, 1938, 1954)             | 2006           | 24                      |
| Słowacja                 | 3                        | UEFA     | debiutant       | debiutant                                  | debiutant      | 34                      |
| Niemcy                   | 4                        | UEFA     | 16              | Mistrzostwo (1954, 1974, 1990)             | 2006           | 6                       |
| Hiszpania                | 5                        | UEFA     | 12              | 4 miejsce (1950)                           | 2006           | 1                       |
| Anglia                   | 6                        | UEFA     | 12              | Mistrzostwo (1966)                         | 2006           | 8                       |
| Serbia                   | 7                        | UEFA     | debiutant       | debiutant                                  | debiutant      | 15                      |
| Włochy                   | 8                        | UEFA     | 16              | Mistrzostwo(1934, 1938, 1982, 2006)        | 2006           | 5                       |
| Holandia                 | 9                        | UEFA     | 8               | 2 miejsce (1974, 1978)                     | 2006           | 4                       |
| Francja                  | baraż europejski 1       | UEFA     | 12              | Mistrzostwo (1998)                         | 2006           | 9                       |
| Portugalia               | baraż europejski 2       | UEFA     | 4               | 3 miejsce (1966)                           | 2006           | 3                       |
| Grecja                   | baraż europejski 3       | UEFA     | 1               | Faza grupowa (1994)                        | 1994           | 13                      |
| Słowenia                 | baraż europejski 4       | UEFA     | 1               | Faza grupowa (2002)                        | 2002           | 25                      |
| Brazylia                 | Runda finałowa           | CONMEBOL | 18              | Mistrzostwo (1958, 1962, 1970, 1994, 2002) | 2006           | 1                       |
| Chile                    | Runda finałowa           | CONMEBOL | 7               | 3 miejsce (1962)                           | 1998           | 18                      |
| Paragwaj                 | Runda finałowa           | CONMEBOL | 8               | 1/8 finału (1986, 1998, 2002)              | 2006           | 31                      |
| Argentyna                | Runda finałowa           | CONMEBOL | 14              | Mistrzostwo (1978, 1986)                   | 2006           | 7                       |
| Urugwaj                  | baraż interkontynentalny | CONMEBOL | 10              | Mistrzostwo (1930, 1950)                   | 2002           | 16                      |
| Stany Zjednoczone        | Runda finałowa           | CONCACAF | 8               | Półfinał (1930)                            | 2006           | 14                      |
| Meksyk                   | Runda finałowa           | CONCACAF | 13              | Ćwierćfinał (1970, 1986)                   | 2006           | 17                      |
| Honduras                 | Runda finałowa           | CONCACAF | 1               | Faza grupowa (1982)                        | 1982           | 38                      |
| Australia                | A                        | AFC      | 2               | 1/8 finału (2006)                          | 2006           | 20                      |
| Japonia                  | A                        | AFC      | 3               | 1/8 finału (2002)                          | 2006           | 45                      |
| Korea Południowa         | B                        | AFC      | 7               | IV miejsce (2002)                          | 2006           | 47                      |
| Korea Północna           | B                        | AFC      | 1               | Ćwierćfinał (1966)                         | 1966           | 105                     |
| Nowa Zelandia            | baraż interkontynentalny | OFC      | 1               | Faza grupowa (1982)                        | 1982           | 78                      |

## Koszyki
Po rozdzieleniu wszystkich drużyn, które awansowały na koszyki, losowanie grup odbyło się w dniu 4 grudnia 2009 w Kapsztadzie w Południowej Afryce. Ceremonię losowania prowadził sekretarz generalny FIFA – Jérôme Valcke oraz zdobywczyni Oscara – aktorka Charlize Theron.
| Koszyk A                                                                       | Koszyk B                                                                                            | Koszyk C                                                                                       | Koszyk D                                                                            |
| ------------------------------------------------------------------------------ | --------------------------------------------------------------------------------------------------- | ---------------------------------------------------------------------------------------------- | ----------------------------------------------------------------------------------- |
| - Brazylia - Hiszpania - Włochy - Niemcy - Argentyna - Anglia - Holandia - RPA | - Australia - Japonia - Korea Południowa - Korea Północna - Honduras - Meksyk - USA - Nowa Zelandia | - Algieria - Kamerun - Wybrzeże Kości Słoniowej - Ghana - Nigeria - Chile - Paragwaj - Urugwaj | - Dania - Francja - Grecja - Portugalia - Serbia - Słowacja - Słowenia - Szwajcaria |

## Stadiony
| Johannesburg                                     | Durban                                           | Kapsztad                                           | Johannesburg                                     | Pretoria                                       |
| ------------------------------------------------ | ------------------------------------------------ | -------------------------------------------------- | ------------------------------------------------ | ---------------------------------------------- |
| Soccer City                                      | Moses Mabhida Stadium                            | Green Point Stadium                                | Ellis Park Stadium                               | Loftus Versfeld Stadium                        |
| 26°14′05,27″S 27°58′56,47″E/-26,234797 27,982353 | 29°49′46″S 31°01′49″E/-29,829444 31,030278       | 33°54′12,46″S 18°24′40,15″E/-33,903461 18,411153   | 26°11′51,07″S 28°03′38,76″E/-26,197519 28,060767 | 25°45′12″S 28°13′22″E/-25,753333 28,222778     |
| Pojemność: 94 700                                | Pojemność: 70 000                                | Pojemność: 69 070                                  | Pojemność: 62 567                                | Pojemność: 51 760                              |
|                                                  |                                                  |                                                    |                                                  |                                                |
| Port Elizabeth                                   | Bloemfontein                                     | Polokwane                                          | Nelspruit                                        | Rustenburg                                     |
| Nelson Mandela Bay Stadium                       | Free State Stadium                               | Peter Mokaba Stadium                               | Mbombela Stadium                                 | Royal Bafokeng Stadium                         |
| 33°56′16″S 25°35′56″E/-33,937778 25,598889       | 29°07′02,25″S 26°12′31,85″E/-29,117292 26,208847 | 23°55′28,880″S 29°28′07,554″E/-23,924689 29,468765 | 23°55′28,9″S 29°28′07,7″E/-23,924700 29,468800   | 25°34′43,0″S 27°09′38,5″E/-25,578611 27,160694 |
| Pojemność: 48 000                                | Pojemność: 48 000                                | Pojemność: 46 000                                  | Pojemność: 43 500                                | Pojemność: 42 000                              |
|                                                  |                                                  |                                                    |                                                  |                                                |

## Sędziowie
Lista 29 sędziów głównych wybrana przez FIFA do sędziowania meczów Mistrzostw Świata:
| Afryka - Koman Coulibaly - Jerome Damon - Eddy Maillet Ameryka Północna i Środkowa - Joel Aguilar - Benito Archundia - Carlos Batres - Marco Rodríguez |  | Ameryka Południowa - Héctor Baldassi - Jorge Larrionda - Pablo Pozo - Óscar Ruiz - Carlos Simon - Martín Vázquez Azja - Khalil Al Ghamdi - Ravshan Ermatov - Subkhiddin Mohd Salleh - Yūichi Nishimura |  | Europa - Olegário Benquerença - Massimo Busacca - Frank De Bleeckere - Martin Hansson - Viktor Kassai - Stéphane Lannoy - Roberto Rosetti - Wolfgang Stark - Alberto Undiano Mallenco - Howard Webb |  | Oceania - Michael Hester - Peter O’Leary |

## Faza grupowa
Legenda do tabelek:
- Pkt – liczba punktów
- M – liczba meczów
- W – wygrane
- R – remisy
- P – porażki
- Br+ – bramki zdobyte
- Br− – bramki stracone
- +/− – różnica bramek

Dwie pierwsze drużyny z każdej grupy awansują do dalszych gier.
Zespoły klasyfikowane są według:
1. liczby punktów zdobytych we wszystkich meczach
2. różnicy bramek we wszystkich meczach
3. liczby goli strzelonych we wszystkich meczach

Jeśli dalej nie rozstrzygnięto kolejności w tabeli dwóch lub więcej zespołów, decyduje o niej:
1. liczba punktów zdobytych w meczach pomiędzy danymi zespołami
2. różnica bramek w meczach pomiędzy danymi zespołami
3. liczba goli strzelonych w meczach pomiędzy danymi zespołami
4. losowanie przeprowadzone przez Komitet Organizacyjny FIFA

Czas: SAST (również CEST)

### Grupa A

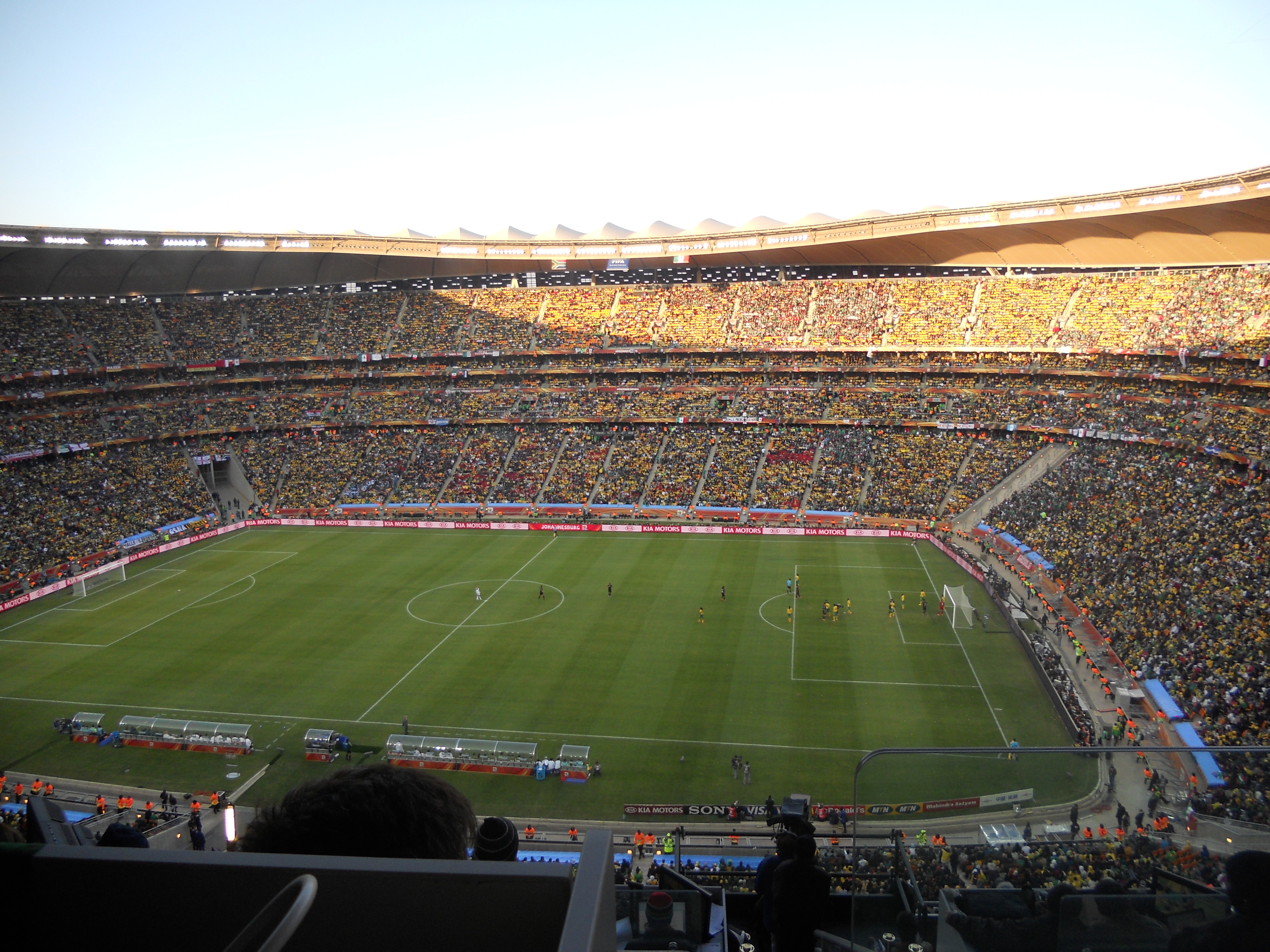
Republika Południowej Afryki – Meksyk

| Zespół  | Pkt | M | W | R | P | Br+ | Br− | +/− |
| ------- | --- | - | - | - | - | --- | --- | --- |
| Urugwaj | 7   | 3 | 2 | 1 | 0 | 4   | 0   | +4  |
| Meksyk  | 4   | 3 | 1 | 1 | 1 | 3   | 2   | +1  |
| RPA     | 4   | 3 | 1 | 1 | 1 | 3   | 5   | –2  |
| Francja | 1   | 3 | 0 | 1 | 2 | 1   | 4   | –3  |

| 11 czerwca 2010 16:00 | RPA · Siphiwe Tshabalala 55' | 1:1(0:0)Raport | Meksyk · 79' Rafael Márquez | Soccer City, Johannesburg Widzów: 84 490 Sędzia: Ravshan Ermatov |
|                       |                              |                |                             |                                                                  |

| 11 czerwca 2010 20:30 | Urugwaj | 0:0Raport | Francja | Green Point Stadium, Kapsztad Widzów: 64 100 Sędzia: Yūichi Nishimura |
|                       |         |           |         |                                                                       |

| 16 czerwca 2010 20:30 | RPA | 0:3(0:1)Raport | Urugwaj · 24', 80' (k) Diego Forlán · 90+5' Álvaro Pereira | Loftus Versfeld Stadium, Pretoria Widzów: 42 658 Sędzia: Massimo Busacca |
|                       |     |                |                                                            |                                                                          |

| 17 czerwca 2010 20:30 | Francja | 0:2(0:0)Raport | Meksyk · 64' Javier Hernández · 79' (k) Cuauhtémoc Blanco | Peter Mokaba Stadium, Polokwane Widzów: 35 370 Sędzia: Khalil Al Ghamdi |
|                       |         |                |                                                           |                                                                         |

| 22 czerwca 2010 16:00 | Meksyk | 0:1(0:1)Raport | Urugwaj · 43' Luis Suárez | Royal Bafokeng Stadium, Rustenburg Widzów: 33 425 Sędzia: Viktor Kassai |
|                       |        |                |                           |                                                                         |

| 22 czerwca 2010 16:00 | Francja · Florent Malouda 70' | 1:2(0:2)Raport | RPA · 20' Bongani Khumalo · 37' Katlego Mphela | Free State Stadium, Bloemfontein Widzów: 39 415 Sędzia: Óscar Ruiz |
|                       |                               |                |                                                |                                                                    |

### Grupa B

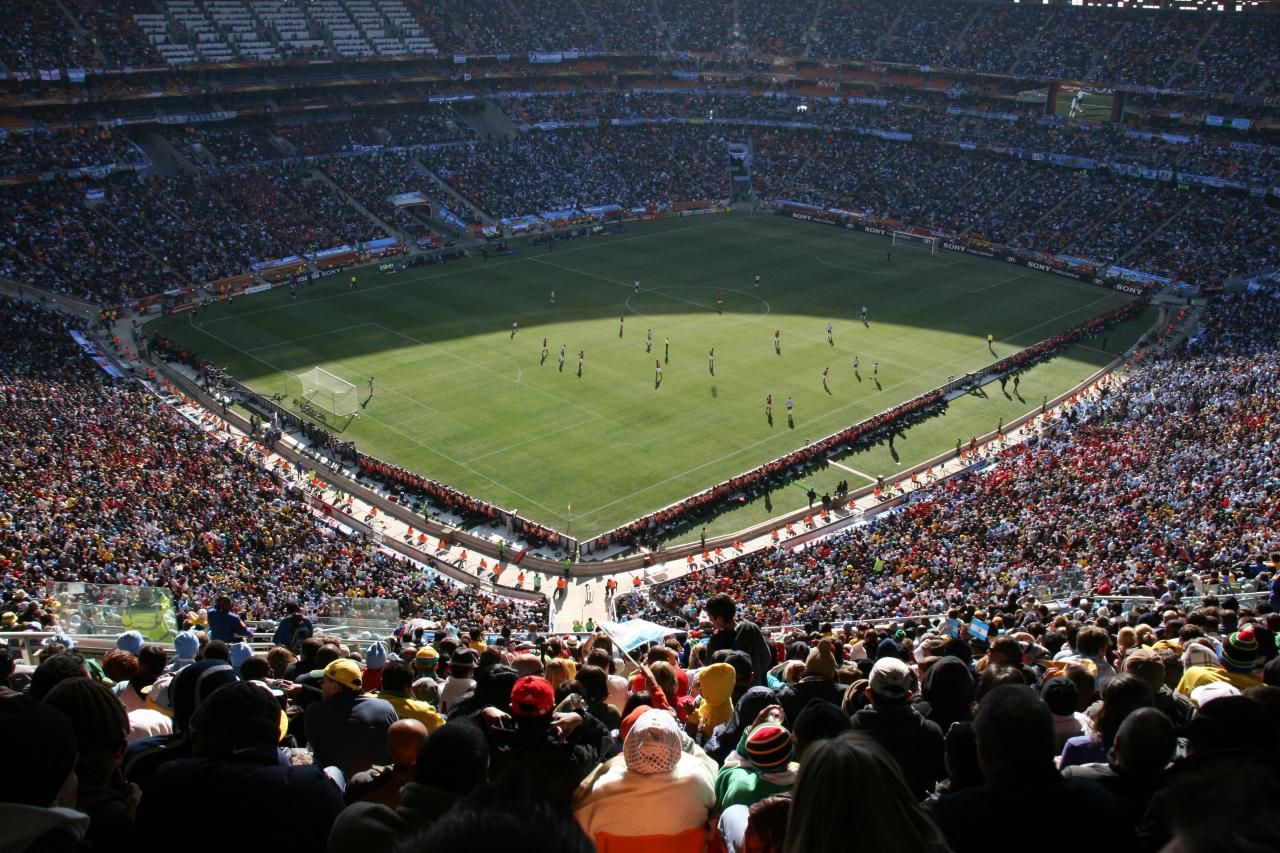
Argentyna – Korea Południowa

| Zespół           | Pkt | M | W | R | P | Br+ | Br− | +/− |
| ---------------- | --- | - | - | - | - | --- | --- | --- |
| Argentyna        | 9   | 3 | 3 | 0 | 0 | 7   | 1   | +6  |
| Korea Południowa | 4   | 3 | 1 | 1 | 1 | 5   | 6   | –1  |
| Grecja           | 3   | 3 | 1 | 0 | 2 | 2   | 5   | –3  |
| Nigeria          | 1   | 3 | 0 | 1 | 2 | 3   | 5   | –2  |

| 12 czerwca 2010 13:30 | Korea Południowa · Lee Jung-soo 7' · Park Ji-sung 52' | 2:0(1:0)Raport | Grecja | Nelson Mandela Bay Stadium, Port Elizabeth Widzów: 31 513 Sędzia: Michael Hester |
|                       |                                                       |                |        |                                                                                  |

| 12 czerwca 2010 16:00 | Argentyna · Gabriel Heinze 6' | 1:0(1:0)Raport | Nigeria | Ellis Park, Johannesburg Widzów: 55 686 Sędzia: Wolfgang Stark |
|                       |                               |                |         |                                                                |

| 17 czerwca 2010 13:30 | Argentyna · Park Chu-young 17' (sam.) · Gonzalo Higuaín 33', 76', 80' | 4:1(2:1)Raport | Korea Południowa · 45+1' Lee Chung-yong | Soccer City, Johannesburg Widzów: 82 174 Sędzia: Frank De Bleeckere |
|                       |                                                                       |                |                                         |                                                                     |

| 17 czerwca 2010 16:00 | Grecja · Dimitris Salpingidis 44' · Wasilis Torosidis 71' | 2:1(1:1)Raport | Nigeria · 16' Kalu Uche | Free State Stadium, Bloemfontein Widzów: 31 593 Sędzia: Óscar Ruiz |
|                       |                                                           |                |                         |                                                                    |

| 22 czerwca 2010 20:30 | Nigeria · Kalu Uche 12' · Yakubu Aiyegbeni 69' (k) | 2:2(1:1)Raport | Korea Południowa · 38' Lee Jung-soo · 49' Park Chu-young | Moses Mabhida Stadium, Durban Widzów: 61 874 Sędzia: Olegário Benquerença |
|                       |                                                    |                |                                                          |                                                                           |

| 22 czerwca 2010 20:30 | Grecja | 0:2(0:0)Raport | Argentyna · 77' Martín Demichelis · 89' Martín Palermo | Peter Mokaba Stadium, Polokwane Widzów: 38 891 Sędzia: Ravshan Ermatov |
|                       |        |                |                                                        |                                                                        |

### Grupa C

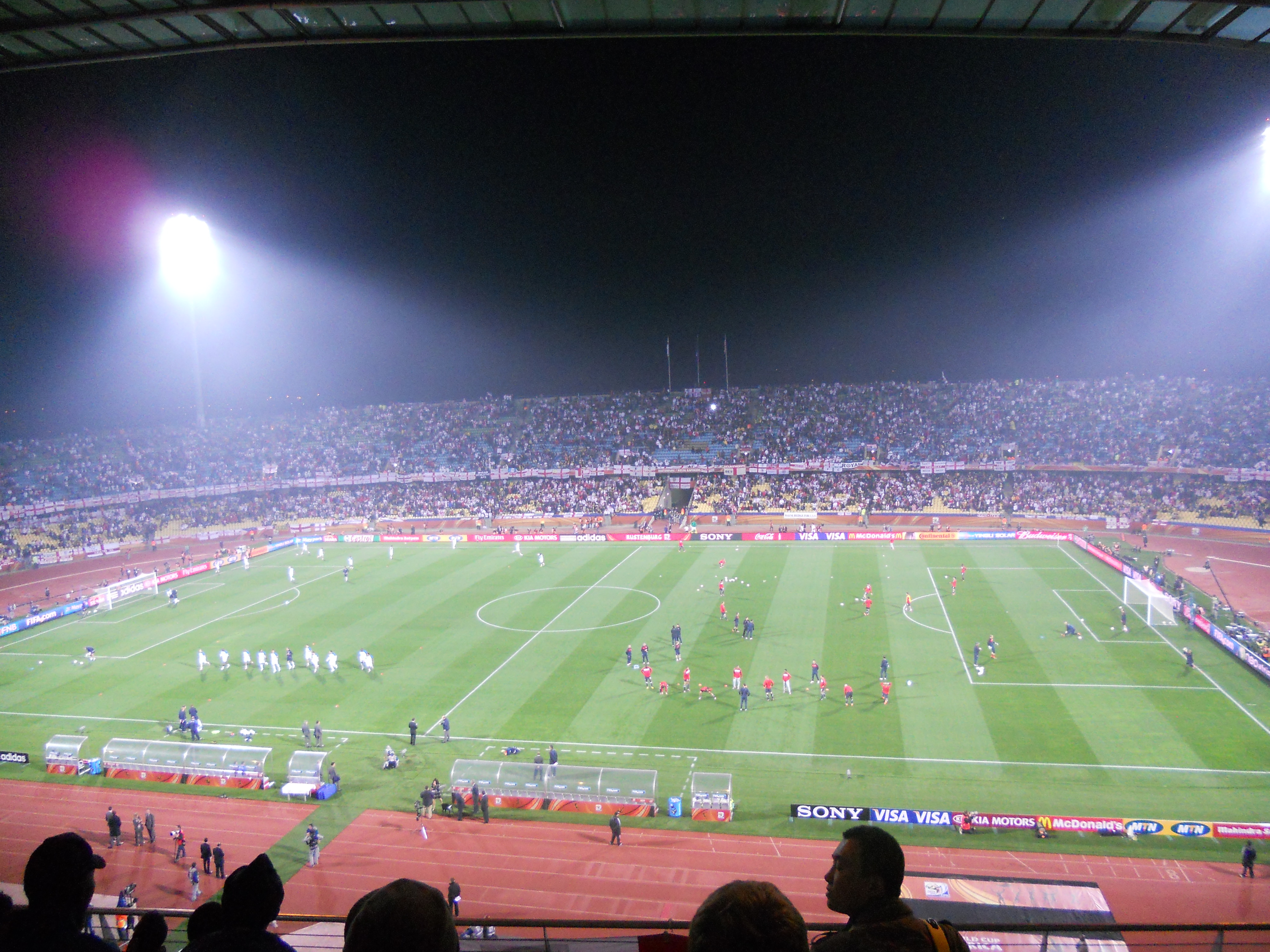
Anglia – Stany Zjednoczone

| Zespół            | Pkt | M | W | R | P | Br+ | Br− | +/− |
| ----------------- | --- | - | - | - | - | --- | --- | --- |
| Stany Zjednoczone | 5   | 3 | 1 | 2 | 0 | 4   | 3   | +1  |
| Anglia            | 5   | 3 | 1 | 2 | 0 | 2   | 1   | +1  |
| Słowenia          | 4   | 3 | 1 | 1 | 1 | 3   | 3   | 0   |
| Algieria          | 1   | 3 | 0 | 1 | 2 | 0   | 2   | –2  |

| 12 czerwca 2010 20:30 | Anglia · Steven Gerrard 4' | 1:1(1:1)Raport | Stany Zjednoczone · 40' Clint Dempsey | Royal Bafokeng Stadium, Rustenburg Widzów: 38 646 Sędzia: Carlos Simon |
|                       |                            |                |                                       |                                                                        |

| 13 czerwca 2010 13:30 | Algieria | 0:1(0:0)Raport | Słowenia · 79' Robert Koren | Peter Mokaba Stadium, Polokwane Widzów: 30 325 Sędzia: Carlos Batres |
|                       |          |                |                             |                                                                      |

| 18 czerwca 2010 16:00 | Słowenia · Valter Birsa 13' · Zlatan Ljubijankič 42' | 2:2(2:0)Raport | Stany Zjednoczone · 48' Landon Donovan · 82' Michael Bradley | Ellis Park Stadium, Johannesburg Widzów: 45 573 Sędzia: Koman Coulibaly |
|                       |                                                      |                |                                                              |                                                                         |

| 18 czerwca 2010 20:30 | Anglia | 0:0Raport | Algieria | Green Point Stadium, Kapsztad Widzów: 64 100 Sędzia: Ravshan Ermatov |
|                       |        |           |          |                                                                      |

| 23 czerwca 2010 16:00 | Stany Zjednoczone · Landon Donovan 90+1' | 1:0(0:0)Raport | Algieria | Loftus Versfeld Stadium, Pretoria Widzów: 35 827 Sędzia: Frank De Bleeckere |
|                       |                                          |                |          |                                                                             |

| 23 czerwca 2010 16:00 | Słowenia | 0:1(0:1)Raport | Anglia · 23' Jermain Defoe | Nelson Mandela Bay Stadium, Port Elizabeth Widzów: 36 893 Sędzia: Wolfgang Stark |
|                       |          |                |                            |                                                                                  |

### Grupa D

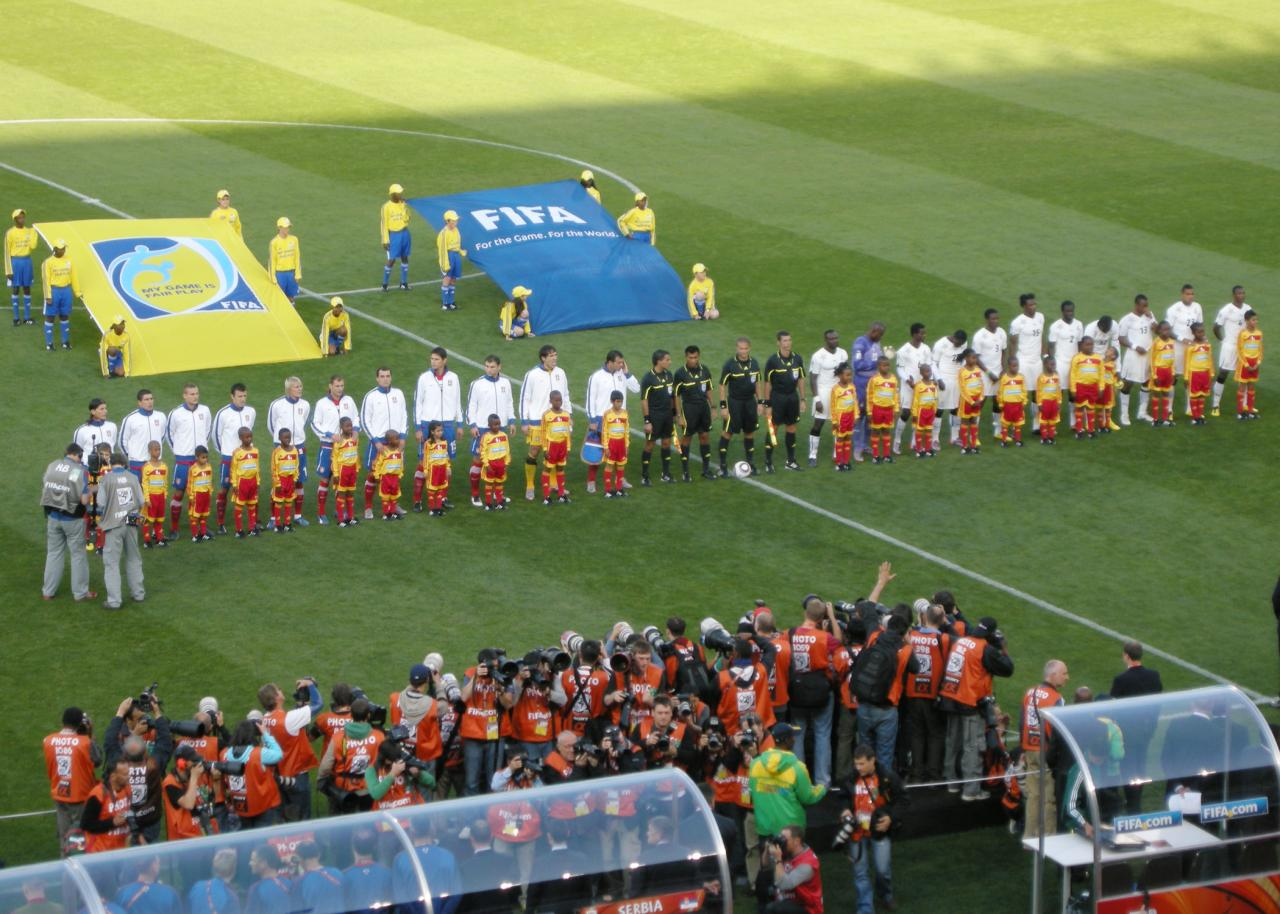
Serbia – Ghana

| Zespół    | Pkt | M | W | R | P | Br+ | Br− | +/− |
| --------- | --- | - | - | - | - | --- | --- | --- |
| Niemcy    | 6   | 3 | 2 | 0 | 1 | 5   | 1   | +4  |
| Ghana     | 4   | 3 | 1 | 1 | 1 | 2   | 2   | 0   |
| Australia | 4   | 3 | 1 | 1 | 1 | 3   | 6   | –3  |
| Serbia    | 3   | 3 | 1 | 0 | 2 | 2   | 3   | –1  |

| 13 czerwca 2010 16:00 | Serbia | 0:1(0:0)Raport | Ghana · 85' (k) Asamoah Gyan | Loftus Versfeld Stadium, Pretoria Widzów: 34 283 Sędzia: Héctor Baldassi |
|                       |        |                |                              |                                                                          |

| 13 czerwca 2010 20:30 | Niemcy · Lukas Podolski 6' · Miroslav Klose 26' · Thomas Müller 68' · Cacau 70' | 4:0(2:0)Raport | Australia | Moses Mabhida Stadium, Durban Widzów: 62 660 Sędzia: Marco Rodríguez |
|                       |                                                                                 |                |           |                                                                      |

| 18 czerwca 2010 13:30 | Niemcy | 0:1(0:1)Raport | Serbia · 38' Milan Jovanović | Nelson Mandela Bay Stadium, Port Elizabeth Widzów: 38 294 Sędzia: Alberto Undiano Mallenco |
|                       |        |                |                              |                                                                                            |

| 19 czerwca 2010 16:00 | Ghana · Asamoah Gyan 24' (k) | 1:1(1:1)Raport | Australia · 11' Brett Holman | Royal Bafokeng Stadium, Rustenburg Widzów: 34 812 Sędzia: Roberto Rosetti |
|                       |                              |                |                              |                                                                           |

| 23 czerwca 2010 20:30 | Australia · Tim Cahill 69' · Brett Holman 73' | 2:1(0:0)Raport | Serbia · 84' Marko Pantelić | Mbombela Stadium, Nelspruit Widzów: 37 836 Sędzia: Jorge Larrionda |
|                       |                                               |                |                             |                                                                    |

| 23 czerwca 2010 20:30 | Ghana | 0:1(0:0)Raport | Niemcy · 60' Mesut Özil | Soccer City, Johannesburg Widzów: 83 391 Sędzia: Carlos Simon |
|                       |       |                |                         |                                                               |

### Grupa E

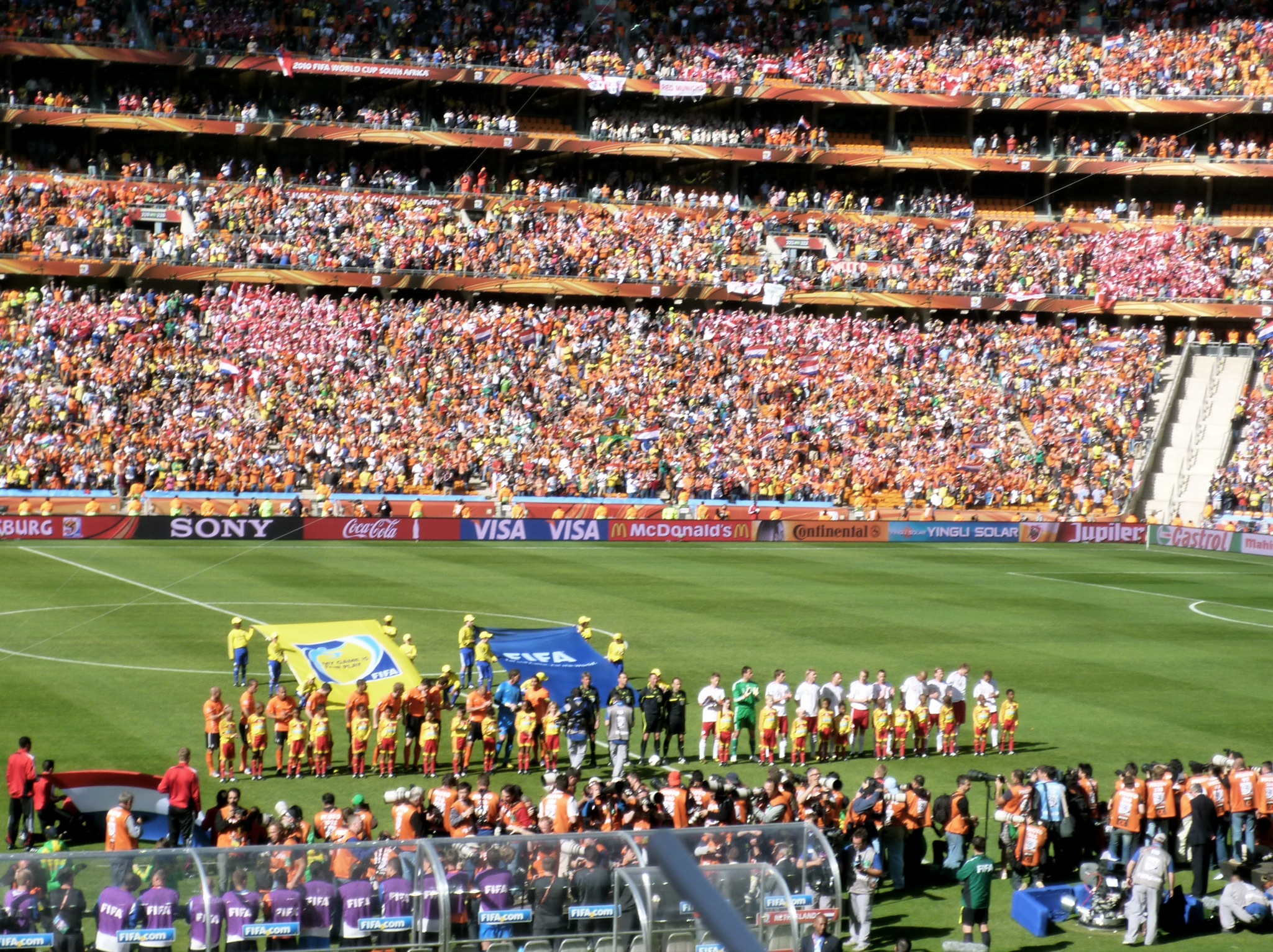
Holandia – Dania

| Zespół   | Pkt | M | W | R | P | Br+ | Br− | +/− |
| -------- | --- | - | - | - | - | --- | --- | --- |
| Holandia | 9   | 3 | 3 | 0 | 0 | 5   | 1   | +4  |
| Japonia  | 6   | 3 | 2 | 0 | 1 | 4   | 2   | +2  |
| Dania    | 3   | 3 | 1 | 0 | 2 | 3   | 6   | –3  |
| Kamerun  | 0   | 3 | 0 | 0 | 3 | 2   | 5   | –3  |

| 14 czerwca 2010 13:30 | Holandia · Daniel Agger 46' (sam.) · Dirk Kuijt 85' | 2:0(0:0)Raport | Dania | Soccer City, Johannesburg Widzów: 83 465 Sędzia: Stéphane Lannoy |
|                       |                                                     |                |       |                                                                  |

| 14 czerwca 2010 16:00 | Japonia · Keisuke Honda 39' | 1:0(1:0)Raport | Kamerun | Free State Stadium, Bloemfontein Widzów: 30 620 Sędzia: Olegário Benquerença |
|                       |                             |                |         |                                                                              |

| 19 czerwca 2010 13:30 | Holandia · Wesley Sneijder 55' | 1:0(0:0)Raport | Japonia | Moses Mabhida Stadium, Durban Widzów: 62 010 Sędzia: Héctor Baldassi |
|                       |                                |                |         |                                                                      |

| 19 czerwca 2010 20:30 | Kamerun · Samuel Eto’o 10' | 1:2(1:1)Raport | Dania · 33' Nicklas Bendtner · 61' Dennis Rommedahl | Loftus Versfeld Stadium, Pretoria Widzów: 38 704 Sędzia: Jorge Larrionda |
|                       |                            |                |                                                     |                                                                          |

| 24 czerwca 2010 20:30 | Dania · Jon Dahl Tomasson 81' | 1:3(0:2)Raport | Japonia · 17' Keisuke Honda · 30' Yasuhito Endō · 87' Shinji Okazaki | Royal Bafokeng Stadium, Rustenburg Widzów: 27 967 Sędzia: Jerome Damon |
|                       |                               |                |                                                                      |                                                                        |

| 24 czerwca 2010 20:30 | Kamerun · Samuel Eto’o 65' (k) | 1:2(0:1)Raport | Holandia · 36' Robin van Persie · 83' Klaas-Jan Huntelaar | Green Point Stadium, Kapsztad Widzów: 63 093 Sędzia: Pablo Pozo |
|                       |                                |                |                                                           |                                                                 |

### Grupa F

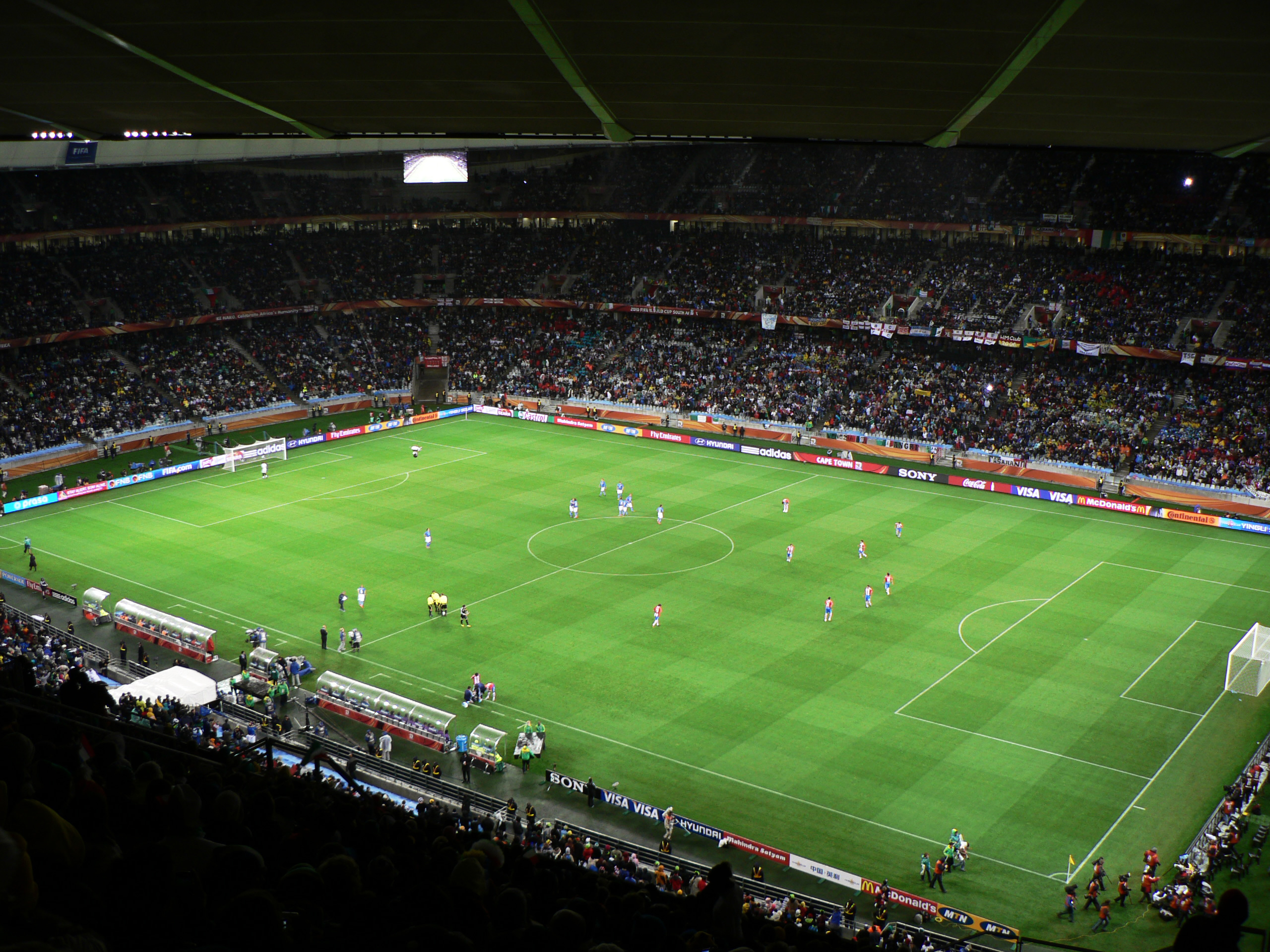
Włochy – Paragwaj

| Zespół        | Pkt | M | W | R | P | Br+ | Br− | +/− |
| ------------- | --- | - | - | - | - | --- | --- | --- |
| Paragwaj      | 5   | 3 | 1 | 2 | 0 | 3   | 1   | +2  |
| Słowacja      | 4   | 3 | 1 | 1 | 1 | 4   | 5   | –1  |
| Nowa Zelandia | 3   | 3 | 0 | 3 | 0 | 2   | 2   | 0   |
| Włochy        | 2   | 3 | 0 | 2 | 1 | 4   | 5   | –1  |

| 14 czerwca 2010 20:30 | Włochy · Daniele De Rossi 63' | 1:1(0:1)Raport | Paragwaj · 39' Antolín Alcaraz | Green Point Stadium, Kapsztad Widzów: 62 869 Sędzia: Benito Archundia |
|                       |                               |                |                                |                                                                       |

| 15 czerwca 2010 13:30 | Nowa Zelandia · Winston Reid 90+3' | 1:1(0:0)Raport | Słowacja · 50' Róbert Vittek | Royal Bafokeng Stadium, Rustenburg Widzów: 23 871 Sędzia: Jerome Damon |
|                       |                                    |                |                              |                                                                        |

| 20 czerwca 2010 13:30 | Słowacja | 0:2(0:1)Raport | Paragwaj · 27' Enrique Vera · 86' Cristian Riveros | Free State Stadium, Bloemfontein Widzów: 26 643 Sędzia: Eddy Maillet |
|                       |          |                |                                                    |                                                                      |

| 20 czerwca 2010 16:00 | Włochy · Vincenzo Iaquinta 29' (k) | 1:1(1:1)Raport | Nowa Zelandia · 7' Shane Smeltz | Mbombela Stadium, Nelspruit Widzów: 38 229 Sędzia: Carlos Batres |
|                       |                                    |                |                                 |                                                                  |

| 24 czerwca 2010 16:00 | Paragwaj | 0:0Raport | Nowa Zelandia | Peter Mokaba Stadium, Polokwane Widzów: 34 850 Sędzia: Yūichi Nishimura |
|                       |          |           |               |                                                                         |

| 24 czerwca 2010 16:00 | Słowacja · Róbert Vittek 25', 73' · Kamil Kopúnek 89' | 3:2(1:0)Raport | Włochy · 81' Antonio Di Natale · 90+2' Fabio Quagliarella | Ellis Park Stadium, Johannesburg Widzów: 53 412 Sędzia: Howard Webb |
|                       |                                                       |                |                                                           |                                                                     |

### Grupa G

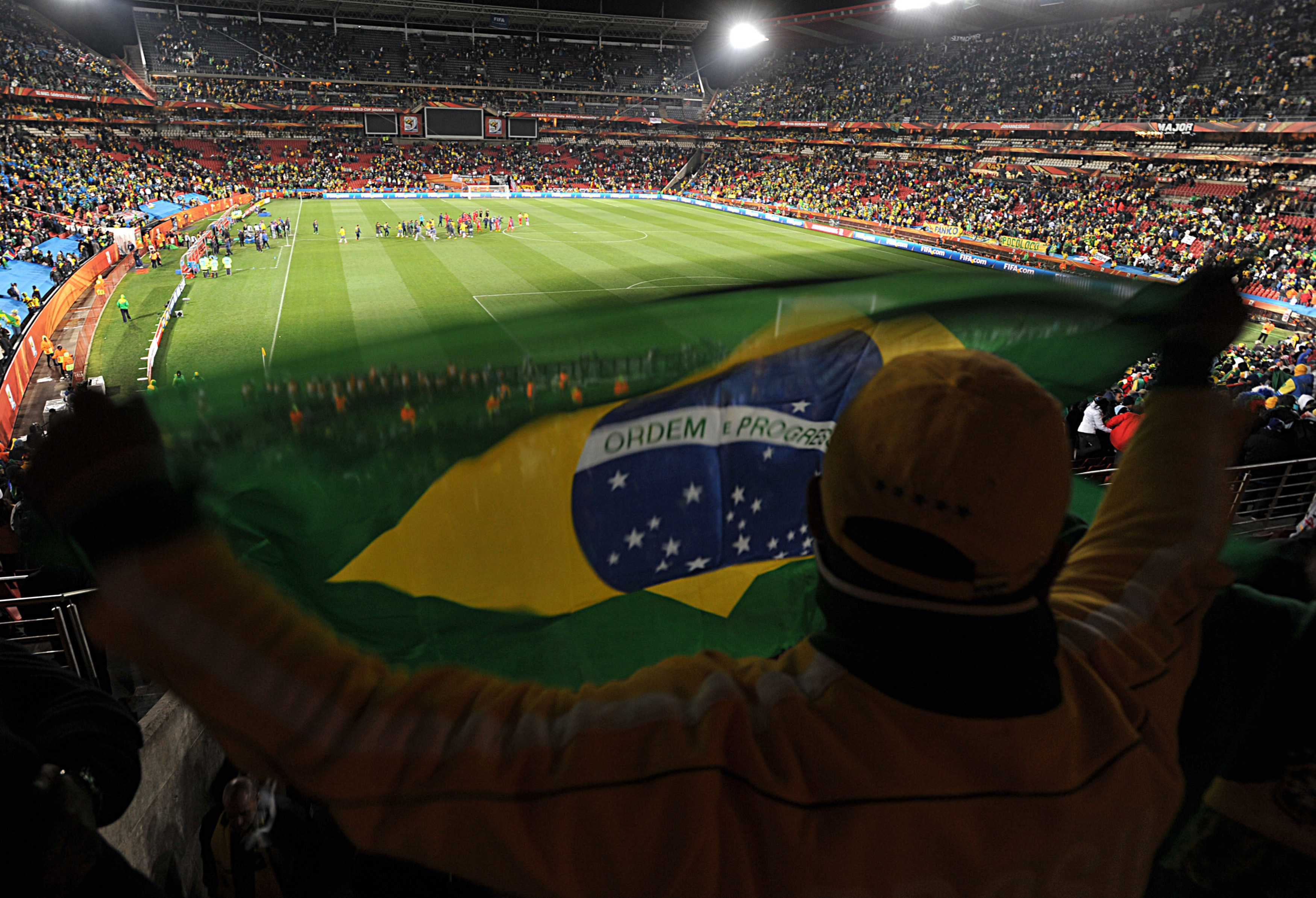
Brazylia – Korea Północna

| Zespół                   | Pkt | M | W | R | P | Br+ | Br− | +/− |
| ------------------------ | --- | - | - | - | - | --- | --- | --- |
| Brazylia                 | 7   | 3 | 2 | 1 | 0 | 5   | 2   | +3  |
| Portugalia               | 5   | 3 | 1 | 2 | 0 | 7   | 0   | +7  |
| Wybrzeże Kości Słoniowej | 4   | 3 | 1 | 1 | 1 | 4   | 3   | +1  |
| Korea Północna           | 0   | 3 | 0 | 0 | 3 | 1   | 12  | –11 |

| 15 czerwca 2010 16:00 | Wybrzeże Kości Słoniowej | 0:0Raport | Portugalia | Nelson Mandela Bay Stadium, Port Elizabeth Widzów: 37 034 Sędzia: Jorge Larrionda |
|                       |                          |           |            |                                                                                   |

| 15 czerwca 2010 20:30 | Brazylia · Maicon 55' · Elano 72' | 2:1(0:0)Raport | Korea Północna · 89' Ji Yun-nam | Ellis Park Stadium, Johannesburg Widzów: 54 331 Sędzia: Viktor Kassai |
|                       |                                   |                |                                 |                                                                       |

| 20 czerwca 2010 20:30 | Brazylia · Luís Fabiano 25', 50' · Elano 62' | 3:1(1:0)Raport | Wybrzeże Kości Słoniowej · 79' Didier Drogba | Soccer City, Johannesburg Widzów: 84 455 Sędzia: Stéphane Lannoy |
|                       |                                              |                |                                              |                                                                  |

| 21 czerwca 2010 13:30 | Portugalia · Raul Meireles 29' · Simão 53' · Hugo Almeida 56' · Tiago 60', 89' · Liédson 81' · Cristiano Ronaldo 87' | 7:0(1:0)Raport | Korea Północna | Green Point Stadium, Kapsztad Widzów: 63 644 Sędzia: Pablo Pozo |
|                       | |                |                |                                                                 |

| 25 czerwca 2010 16:00 | Korea Północna | 0:3(0:2)Raport | Wybrzeże Kości Słoniowej · 14' Yaya Touré · 20' Romaric · 82' Salomon Kalou | Mbombela Stadium, Nelspruit Widzów: 34 763 Sędzia: Alberto Undiano Mallenco |
|                       |                |                |                                                                             |                                                                             |

| 25 czerwca 2010 16:00 | Portugalia | 0:0Raport | Brazylia | Moses Mabhida Stadium, Durban Widzów: 62 712 Sędzia: Benito Archundia |
|                       |            |           |          |                                                                       |

### Grupa H
| Zespół     | Pkt | M | W | R | P | Br+ | Br− | +/− |
| ---------- | --- | - | - | - | - | --- | --- | --- |
| Hiszpania  | 6   | 3 | 2 | 0 | 1 | 4   | 2   | +2  |
| Chile      | 6   | 3 | 2 | 0 | 1 | 3   | 2   | +1  |
| Szwajcaria | 4   | 3 | 1 | 1 | 1 | 1   | 1   | 0   |
| Honduras   | 1   | 3 | 0 | 1 | 2 | 0   | 3   | –3  |

| 16 czerwca 2010 13:30 | Honduras | 0:1(0:1)Raport | Chile · 34' Jean Beausejour | Mbombela Stadium, Nelspruit Widzów: 32 664 Sędzia: Eddy Maillet |
|                       |          |                |                             |                                                                 |

| 16 czerwca 2010 16:00 | Hiszpania | 0:1(0:0)Raport | Szwajcaria · 52' Gelson Fernandes | Moses Mabhida Stadium, Durban Widzów: 62 453 Sędzia: Howard Webb |
|                       |           |                |                                   |                                                                  |

| 21 czerwca 2010 16:00 | Chile · Mark González 75' | 1:0(0:0)Raport | Szwajcaria | Nelson Mandela Bay Stadium, Port Elizabeth Widzów: 34 872 Sędzia: Khalil Al Ghamdi |
|                       |                           |                |            |                                                                                    |

| 21 czerwca 2010 20:30 | Hiszpania · David Villa 17', 51' | 2:0(1:0)Raport | Honduras | Ellis Park, Johannesburg Widzów: 54 386 Sędzia: Yūichi Nishimura |
|                       |                                  |                |          |                                                                  |

| 25 czerwca 2010 20:30 | Szwajcaria | 0:0Raport | Honduras | Free State Stadium, Bloemfontein Widzów: 28 042 Sędzia: Héctor Baldassi |
|                       |            |           |          |                                                                         |

| 25 czerwca 2010 20:30 | Chile · Rodrigo Millar 47' | 1:2(0:2)Raport | Hiszpania · 24' David Villa · 37' Andrés Iniesta | Loftus Versfeld Stadium, Pretoria Widzów: 41 958 Sędzia: Marco Rodríguez |
|                       |                            |                |                                                  |                                                                          |

## Faza pucharowa
|  |                             |                   |                          |                        |                        |                        |                         |                   |                   |                   |                           |                           |                           |  |  |       |       |       |
|  | 1/8 finału                  | 1/8 finału        | 1/8 finału               |                        |                        | Ćwierćfinały           | Ćwierćfinały            | Ćwierćfinały      |                   |                   | Półfinały                 | Półfinały                 | Półfinały                 |  |  | Finał | Finał | Finał |
|  | 1/8 finału                  | 1/8 finału        | 1/8 finału               |                        |                        | Ćwierćfinały           | Ćwierćfinały            | Ćwierćfinały      |                   |                   | Półfinały                 | Półfinały                 | Półfinały                 |  |  | Finał | Finał | Finał |
|  | 26 czerwca – Port Elizabeth |                   |                          |                        |                        |                        |                         |                   |                   |                   |                           |                           |                           |  |  |       |       |       |
|  |                             |                   |                          |                        |                        |                        |                         |                   |                   |                   |                           |                           |                           |  |  |       |       |       |
|  | Urugwaj                     | Urugwaj           | 2                        |                        |                        |                        |                         |                   |                   |                   |                           |                           |                           |  |  |       |       |       |
|  | Urugwaj                     | Urugwaj           | 2                        | 2 lipca – Johannesburg |                        |                        |                         |                   |                   |                   |                           |                           |                           |  |  |       |       |       |
|  | Korea Południowa            | Korea Południowa  | 1                        |                        |                        |                        |                         |                   |                   |                   |                           |                           |                           |  |  |       |       |       |
|  | Korea Południowa            | Korea Południowa  | 1                        |                        |                        | Urugwaj                | Urugwaj                 | 1(4)              |                   |                   |                           |                           |                           |  |  |       |       |       |
|  | 26 czerwca – Rustenburg     |                   |                          |                        |                        | Urugwaj                | Urugwaj                 | 1(4)              |                   |                   |                           |                           |                           |  |  |       |       |       |
|  |                             |                   | Ghana                    | Ghana                  | 1(2)                   |                        |                         |                   |                   |                   |                           |                           |                           |  |  |       |       |       |
|  | Stany Zjednoczone           | Stany Zjednoczone | Ghana                    | Ghana                  | 1(2)                   | 1                      |                         |                   |                   |                   |                           |                           |                           |  |  |       |       |       |
|  | Stany Zjednoczone           | Stany Zjednoczone |                          |                        |                        | 1                      | 6 lipca – Kapsztad      |                   |                   |                   |                           |                           |                           |  |  |       |       |       |
|  | Ghana                       | Ghana             | 2                        |                        |                        |                        |                         |                   |                   |                   |                           |                           |                           |  |  |       |       |       |
|  | Ghana                       | Ghana             | 2                        |                        |                        | Urugwaj                | Urugwaj                 | 2                 |                   |                   |                           |                           |                           |  |  |       |       |       |
|  | 28 czerwca – Durban         |                   |                          |                        |                        | Urugwaj                | Urugwaj                 | 2                 |                   |                   |                           |                           |                           |  |  |       |       |       |
|  |                             |                   | Holandia                 | Holandia               | 3                      |                        |                         |                   |                   |                   |                           |                           |                           |  |  |       |       |       |
|  | Holandia                    | Holandia          | Holandia                 | Holandia               | 3                      | 2                      |                         |                   |                   |                   |                           |                           |                           |  |  |       |       |       |
|  | Holandia                    | Holandia          | 2 lipca – Port Elizabeth |                        |                        | 2                      |                         |                   |                   |                   |                           |                           |                           |  |  |       |       |       |
|  | Słowacja                    | Słowacja          | 1                        |                        |                        |                        |                         |                   |                   |                   |                           |                           |                           |  |  |       |       |       |
|  | Słowacja                    | Słowacja          | 1                        |                        |                        | Holandia               | Holandia                | 2                 |                   |                   |                           |                           |                           |  |  |       |       |       |
|  | 28 czerwca – Johannesburg   |                   |                          |                        |                        | Holandia               | Holandia                | 2                 |                   |                   |                           |                           |                           |  |  |       |       |       |
|  |                             |                   | Brazylia                 | Brazylia               | 1                      |                        |                         |                   |                   |                   |                           |                           |                           |  |  |       |       |       |
|  | Brazylia                    | Brazylia          | Brazylia                 | Brazylia               | 1                      | 3                      |                         |                   |                   |                   |                           |                           |                           |  |  |       |       |       |
|  | Brazylia                    | Brazylia          |                          |                        |                        | 3                      | 11 lipca – Johannesburg |                   |                   |                   |                           |                           |                           |  |  |       |       |       |
|  | Chile                       | Chile             | 0                        |                        |                        |                        |                         |                   |                   |                   |                           |                           |                           |  |  |       |       |       |
|  | Chile                       | Chile             | 0                        |                        |                        | Holandia               | Holandia                | 0                 |                   |                   |                           |                           |                           |  |  |       |       |       |
|  | 27 czerwca – Johannesburg   |                   |                          |                        |                        | Holandia               | Holandia                | 0                 |                   |                   |                           |                           |                           |  |  |       |       |       |
|  |                             |                   | Hiszpania                | Hiszpania              | 1                      |                        |                         |                   |                   |                   |                           |                           |                           |  |  |       |       |       |
|  | Argentyna                   | Argentyna         | Hiszpania                | Hiszpania              | 1                      | 3                      |                         |                   |                   |                   |                           |                           |                           |  |  |       |       |       |
|  | Argentyna                   | Argentyna         | 3 lipca – Kapsztad       |                        |                        | 3                      |                         |                   |                   |                   |                           |                           |                           |  |  |       |       |       |
|  | Meksyk                      | Meksyk            | 1                        |                        |                        |                        |                         |                   |                   |                   |                           |                           |                           |  |  |       |       |       |
|  | Meksyk                      | Meksyk            | 1                        |                        |                        | Argentyna              | Argentyna               | 0                 |                   |                   |                           |                           |                           |  |  |       |       |       |
|  | 27 czerwca – Bloemfontein   |                   |                          |                        |                        | Argentyna              | Argentyna               | 0                 |                   |                   |                           |                           |                           |  |  |       |       |       |
|  |                             |                   | Niemcy                   | Niemcy                 | 4                      |                        |                         |                   |                   |                   |                           |                           |                           |  |  |       |       |       |
|  | Niemcy                      | Niemcy            | Niemcy                   | Niemcy                 | 4                      | 4                      |                         |                   |                   |                   |                           |                           |                           |  |  |       |       |       |
|  | Niemcy                      | Niemcy            |                          |                        |                        | 4                      | 7 lipca – Durban        |                   |                   |                   |                           |                           |                           |  |  |       |       |       |
|  | Anglia                      | Anglia            | 1                        |                        |                        |                        |                         |                   |                   |                   |                           |                           |                           |  |  |       |       |       |
|  | Anglia                      | Anglia            | 1                        |                        |                        | Niemcy                 | Niemcy                  | 0                 |                   |                   |                           |                           |                           |  |  |       |       |       |
|  | 29 czerwca – Pretoria       |                   |                          |                        |                        | Niemcy                 | Niemcy                  | 0                 |                   |                   |                           |                           |                           |  |  |       |       |       |
|  |                             |                   | Hiszpania                | Hiszpania              | 1                      |                        |                         | Mecz o 3. miejsce | Mecz o 3. miejsce | Mecz o 3. miejsce |                           |                           |                           |  |  |       |       |       |
|  | Paragwaj                    | Paragwaj          | Hiszpania                | Hiszpania              | 1                      | 0(5)                   |                         |                   |                   | Mecz o 3. miejsce |                           |                           |                           |  |  |       |       |       |
|  | Paragwaj                    | Paragwaj          |                          |                        | 3 lipca – Johannesburg | 3 lipca – Johannesburg | 3 lipca – Johannesburg  |                   |                   |                   | 10 lipca – Port Elizabeth | 10 lipca – Port Elizabeth | 10 lipca – Port Elizabeth |  |  |       |       |       |
|  | Japonia                     | Japonia           | 0(3)                     |                        | 3 lipca – Johannesburg | 3 lipca – Johannesburg | 3 lipca – Johannesburg  |                   |                   |                   | 10 lipca – Port Elizabeth | 10 lipca – Port Elizabeth | 10 lipca – Port Elizabeth |  |  |       |       |       |
|  | Japonia                     | Japonia           | 0(3)                     |                        |                        | Paragwaj               | Paragwaj                | 0                 | Urugwaj           | Urugwaj           | 2                         |                           |                           |  |  |       |       |       |
|  | 29 czerwca – Kapsztad       |                   |                          |                        |                        | Paragwaj               | Paragwaj                | 0                 | Urugwaj           | Urugwaj           | 2                         |                           |                           |  |  |       |       |       |
|  |                             |                   | Hiszpania                | Hiszpania              | 1                      |                        |                         | Niemcy            | Niemcy            | 3                 |                           |                           |                           |  |  |       |       |       |
|  | Hiszpania                   | Hiszpania         | Hiszpania                | Hiszpania              | 1                      | 1                      |                         | Niemcy            | Niemcy            | 3                 |                           |                           |                           |  |  |       |       |       |
|  | Hiszpania                   | Hiszpania         |                          |                        |                        |                        |                         |                   |                   |                   |                           |                           |                           |  |  |       |       |       |
|  | Portugalia                  | Portugalia        | 0                        |                        |                        |                        |                         |                   |                   |                   |                           |                           |                           |  |  |       |       |       |
|  | Portugalia                  | Portugalia        | 0                        |                        |                        |                        |                         |                   |                   |                   |                           |                           |                           |  |  |       |       |       |

UWAGA: W nawiasach podane są wyniki po rzutach karnych

### 1/8 finału
| 26 czerwca 2010 16:00 | Urugwaj · Luis Suárez 8', 80' | 2:1(1:0)Raport | Korea Południowa · 68' Lee Chung-yong | Nelson Mandela Bay Stadium, Port Elizabeth Widzów: 30 597 Sędzia: Wolfgang Stark |
|                       |                               |                |                                       |                                                                                  |

| 26 czerwca 2010 20:30 | Stany Zjednoczone · Landon Donovan 62' (k) | 1:2, po dogrywce(0:1, 1:1)Raport | Ghana · 5' Kevin-Prince Boateng · 93' Asamoah Gyan | Royal Bafokeng Stadium, Rustenburg Widzów: 34 976 Sędzia: Viktor Kassai |
|                       |                                            |                                  |                                                    |                                                                         |

| 27 czerwca 2010 16:00 | Niemcy · Miroslav Klose 20' · Lukas Podolski 32' · Thomas Müller 67', 70' | 4:1(2:1)Raport | Anglia · 37' Matthew Upson | Free State Stadium, Bloemfontein Widzów: 40 510 Sędzia: Jorge Larrionda |
|                       |                                                                           |                |                            |                                                                         |

| 27 czerwca 2010 20:30 | Argentyna · Carlos Tévez 26', 52' · Gonzalo Higuaín 33' | 3:1(2:0)Raport | Meksyk · 71' Javier Hernández | Soccer City, Johannesburg Widzów: 84 377 Sędzia: Roberto Rosetti |
|                       |                                                         |                |                               |                                                                  |

| 28 czerwca 2010 16:00 | Holandia · Arjen Robben 18' · Wesley Sneijder 84' | 2:1(1:0)Raport | Słowacja · 90+4' (k) Róbert Vittek | Moses Mabhida Stadium, Durban Widzów: 61 962 Sędzia: Alberto Undiano Mallenco |
|                       |                                                   |                |                                    |                                                                               |

| 28 czerwca 2010 20:30 | Brazylia · Juan 35' · Luís Fabiano 38' · Robinho 59' | 3:0(2:0)Raport | Chile | Ellis Park, Johannesburg Widzów: 54 096 Sędzia: Howard Webb |
|                       |                                                      |                |       |                                                             |

| 29 czerwca 2010 16:00                                                            | Paragwaj | 0:0, po dogrywce k. 5:3Raport                                 | Japonia | Loftus Versfeld Stadium, Pretoria Widzów: 36 742 Sędzia: Frank De Bleeckere |
|                                                                                  |          |                                                               |         |                                                                             |
|                                                                                  |          | Rzuty karne                                                   |         |                                                                             |
| Edgar Barreto · Lucas Barrios · Cristian Riveros · Nelson Valdez · Óscar Cardozo |          | Yasuhito Endō · Makoto Hasebe · Yūichi Komano · Keisuke Honda |         |                                                                             |

| 29 czerwca 2010 20:30 | Hiszpania · David Villa 63' | 1:0(0:0)Raport | Portugalia | Green Point Stadium, Kapsztad Widzów: 62 955 Sędzia: Héctor Baldassi |
|                       |                             |                |            |                                                                      |

### Ćwierćfinały
| 2 lipca 2010 16:00 | Holandia · Wesley Sneijder 53', 68' | 2:1(0:1)Raport | Brazylia · 10' Robinho | Nelson Mandela Bay Stadium, Port Elizabeth Widzów: 40 186 Sędzia: Yūichi Nishimura |
|                    |                                     |                |                        |                                                                                    |

| 2 lipca 2010 20:30                                                                 | Urugwaj · Diego Forlán 55' | 1:1, po dogrywce k. 4:2(0:1, 1:1)Raport                       | Ghana · 45+2' Sulley Muntari | Soccer City, Johannesburg Widzów: 84 017 Sędzia: Olegário Benquerença |
|                                                                                    |                            |                                                               |                              |                                                                       |
|                                                                                    |                            | Rzuty karne                                                   |                              |                                                                       |
| Diego Forlán · Mauricio Victorino · Andrés Scotti · Maxi Pereira · Sebastián Abreu |                            | Asamoah Gyan · Stephen Appiah · John Mensah · Dominic Adiyiah |                              |                                                                       |

| 3 lipca 2010 16:00 | Argentyna | 0:4(0:1)Raport | Niemcy · 3' Thomas Müller · 68', 89' Miroslav Klose · 74' Arne Friedrich | Green Point Stadium, Kapsztad Widzów: 64 100 Sędzia: Ravshan Ermatov |
|                    |           |                |                                                                          |                                                                      |

| 3 lipca 2010 20:30 | Paragwaj | 0:1(0:0)Raport | Hiszpania · 83' David Villa | Ellis Park Stadium, Johannesburg Widzów: 55 359 Sędzia: Carlos Batres |
|                    |          |                |                             |                                                                       |

### Półfinały
| 6 lipca 2010 20:30 | Urugwaj · Diego Forlán 41' · Maxi Pereira 90+2' | 2:3(1:1)Raport | Holandia · 18' Giovanni van Bronckhorst · 70' Wesley Sneijder · 73' Arjen Robben | Green Point Stadium, Kapsztad Widzów: 62 479 Sędzia: Ravshan Ermatov |
|                    |                                                 |                |                                                                                  |                                                                      |

| 7 lipca 2010 20:30 | Niemcy | 0:1(0:0)Raport | Hiszpania · 73' Carles Puyol | Moses Mabhida Stadium, Durban Widzów: 60 960 Sędzia: Viktor Kassai |
|                    |        |                |                              |                                                                    |

### Mecz o 3. miejsce
| 10 lipca 2010 20:30 | Urugwaj · Edinson Cavani 28' · Diego Forlán 51' | 2:3(1:1)Raport | Niemcy · 19' Thomas Müller · 56' Marcell Jansen · 82' Sami Khedira | Nelson Mandela Bay Stadium, Port Elizabeth Widzów: 36 254 Sędzia: Benito Archundia |
|                     |                                                 |                |                                                                    |                                                                                    |

### Finał
| 11 lipca 2010 20:30 | Holandia | 0:1, po dogrywce(0:0)Raport | Hiszpania · 116' Andrés Iniesta | Soccer City, Johannesburg Widzów: 84 490 Sędzia: Howard Webb |
|                     |          |                             |                                 |                                                              |

## Strzelcy
- Bramki z serii rzutów karnych nie są wliczane do klasyfikacji strzelców. Informacje na temat autorów tych goli znajdą się wyłącznie przy opisie meczu.

### 5 goli
- Thomas Müller
- David Villa
- Wesley Sneijder
- Diego Forlán

### 4 gole
- Gonzalo Higuaín
- Miroslav Klose
- Róbert Vittek

### 3 gole
- Luís Fabiano
- Asamoah Gyan
- Landon Donovan
- Luis Suárez

### 2 gole
- Brett Holman
- Carlos Tévez
- Elano
- Robinho
- Andrés Iniesta
- Arjen Robben
- Keisuke Honda
- Samuel Eto’o
- Lee Chung-yong
- Lee Jung-soo
- Javier Hernández
- Lukas Podolski
- Kalu Uche
- Tiago

### 1 gol
- Jermain Defoe
- Steven Gerrard
- Matthew Upson
- Martín Demichelis
- Gabriel Heinze
- Martín Palermo
- Tim Cahill
- Maicon
- Juan Silveira dos Santos
- Jean Beausejour
- Mark González
- Rodrigo Millar
- Nicklas Bendtner
- Dennis Rommedahl
- Jon Dahl Tomasson
- Florent Malouda
- Kevin-Prince Boateng
- Sulley Muntari
- Dimitris Salpingidis
- Wasilis Torosidis
- Giovanni van Bronckhorst
- Klaas-Jan Huntelaar
- Dirk Kuijt
- Robin van Persie
- Carles Puyol
- Yasuhito Endō
- Shinji Okazaki
- Park Chu-young
- Park Ji-sung
- Ji Yun-nam
- Cuauhtémoc Blanco
- Rafael Márquez
- Cacau
- Arne Friedrich
- Marcell Jansen
- Sami Khedira
- Mesut Özil
- Yakubu Aiyegbeni
- Winston Reid
- Shane Smeltz
- Antolín Alcaraz
- Cristian Riveros
- Enrique Vera
- Hugo Almeida
- Liédson
- Raul Meireles
- Cristiano Ronaldo
- Simão Sabrosa
- Bongani Khumalo
- Katlego Mphela
- Siphiwe Tshabalala
- Milan Jovanović
- Marko Pantelić
- Kamil Kopúnek
- Valter Birsa
- Robert Koren
- Zlatan Ljubijankič
- Michael Bradley
- Clint Dempsey
- Gelson Fernandes
- Edinson Cavani
- Álvaro Pereira
- Maxi Pereira
- Daniele De Rossi
- Antonio Di Natale
- Vincenzo Iaquinta
- Fabio Quagliarella
- Didier Drogba
- Salomon Kalou
- Romaric
- Yaya Touré

### Gole samobójcze
- Daniel Agger (dla Holandii)
- Park Chu-young (dla Argentyny)

## Czerwone kartki
- Abdelkader Ghezzal – za drugą żółtą. (Algieria – Słowenia, 13.06.2010, faza grupowa)
- Anthar Yahia – za drugą żółtą. (Algieria – USA, 23.06.2010, faza grupowa)
- Tim Cahill – za faul. (Australia – Niemcy, 13.06.2010, faza grupowa)
- Harry Kewell – za obronę ręką w polu karnym. (Australia – Ghana, 19.06.2010, faza grupowa)
- Kaká – za drugą żółtą. (Brazylia – Wybrzeże Kości Słoniowej, 20.06.2010, faza grupowa)
- Felipe Melo – za niesportowe zachowanie. (Holandia – Brazylia, 02.07.2010, ćwierćfinał)
- Marco Estrada – za drugą żółtą. (Chile – Hiszpania, 25.06.2010, faza grupowa)
- Yoann Gourcuff – za uderzenie rywala łokciem. (Francja – Republika Południowej Afryki, 22.06.2010, faza grupowa)
- John Heitinga – za drugą żółtą. (Holandia – Hiszpania, 11.07.2010, finał)
- Miroslav Klose – za drugą żółtą. (Niemcy – Serbia, 18.06.2010, faza grupowa)
- Sani Kaita – za niesportowe zachowanie. (Nigeria – Grecja, 17.06.2010, faza grupowa)
- Ricardo Costa – za uderzenie rywala łokciem. (Hiszpania – Portugalia, 29.06.2010, 1/8 finału)
- Itumeleng Khune – za faul. (RPA – Urugwaj, 16.06.2010, faza grupowa)
- Aleksandar Luković – za drugą żółtą. (Serbia – Ghana, 13.06.2010, faza grupowa)
- Valon Behrami – za uderzenie rywala łokciem. (Szwajcaria – Chile, 21.06.2010, faza grupowa)
- Nicolás Lodeiro – za drugą żółtą. (Urugwaj – Francja, 11.06.2010, faza grupowa)
- Luis Suárez – za obronę ręką w polu karnym. (Urugwaj – Ghana, 02.07.2010, ćwierćfinał)

## Hat tricki

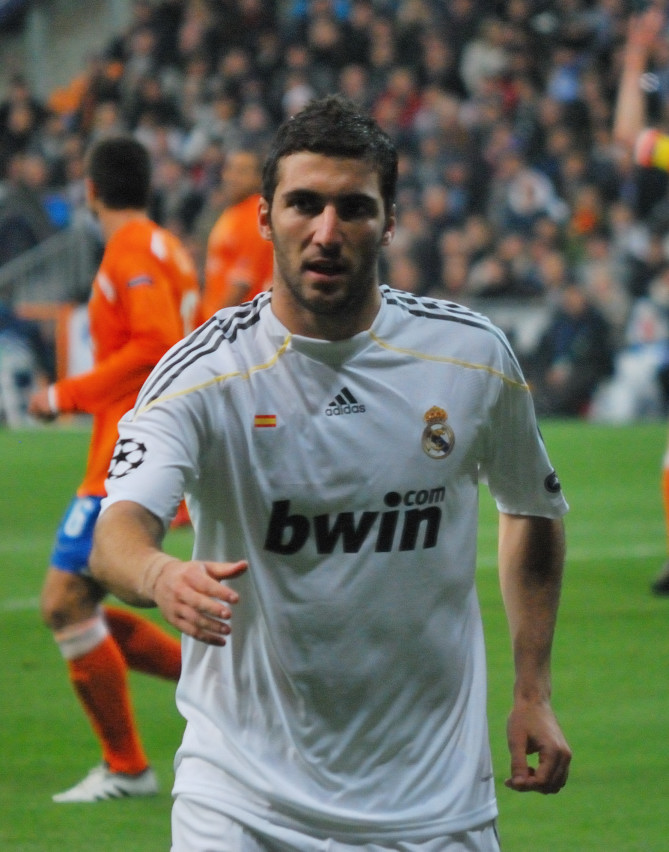
Gonzalo Higuaín – zdobywca jedynego hat-tricka MŚ 2010

- Gonzalo Higuaín – Argentyna – Korea Południowa (17.06.2010, faza grupowa)

## Nagrody
| Złota Piłka  | Złoty But     | Złote Rękawice | Najlepszy Młody Zawodnik | FIFA Fair Play |
| ------------ | ------------- | -------------- | ------------------------ | -------------- |
| Diego Forlán | Thomas Müller | Iker Casillas  | Thomas Müller            | Hiszpania      |

Źródło:

## Klasyfikacja końcowa
| złoto                        | Hiszpania                | 18 |
| srebro                       | Holandia                 | 18 |
| brąz                         | Niemcy                   | 15 |
| 4.                           | Urugwaj                  | 11 |
| Wyeliminowane w ćwierćfinale |                          |    |
| 5.                           | Argentyna                | 12 |
| 6.                           | Brazylia                 | 10 |
| 7.                           | Ghana                    | 8  |
| 8.                           | Paragwaj                 | 6  |
| Wyeliminowane w 1/8 finału   |                          |    |
| 9.                           | Japonia                  | 7  |
| 10.                          | Chile                    | 6  |
| 11.                          | Portugalia               | 5  |
| 12.                          | Stany Zjednoczone        | 5  |
| 13.                          | Anglia                   | 5  |
| 14.                          | Meksyk                   | 4  |
| 15.                          | Korea Południowa         | 4  |
| 16.                          | Słowacja                 | 4  |
| Wyelimowane w fazie grupowej |                          |    |
| 17.                          | Wybrzeże Kości Słoniowej | 4  |
| 18.                          | Słowenia                 | 4  |
| 19.                          | Szwajcaria               | 4  |
| 20.                          | Południowa Afryka        | 4  |
| 21.                          | Australia                | 4  |
| 22.                          | Nowa Zelandia            | 3  |
| 23.                          | Serbia                   | 3  |
| 24.                          | Dania                    | 3  |
| 25.                          | Grecja                   | 3  |
| 26.                          | Włochy                   | 2  |
| 27.                          | Nigeria                  | 1  |
| 28.                          | Algieria                 | 1  |
| 29.                          | Francja                  | 1  |
| 30.                          | Honduras                 | 1  |
| 31.                          | Kamerun                  | 0  |
| 32.                          | Korea Północna           | 0  |

Mistrz Świata w Piłce Nożnej 2010 (Hiszpania) otrzymał kwotę równą 30 milionów USD. Przegrana drużyna z finału (Holandia) dostała 24 miliony USD. Za sam udział w Mistrzostwach Świata, FIFA nagrodziła każdą federację piłkarską kwotą 1 miliona USD. Pula nagród wynosiła 420 milionów USD.

### Jedenastka gwiazd
Jedenastka gwiazd mundialu według FIFA:
| Bramkarz      | Obrońcy                                       | Pomocnicy                                                  | Napastnicy               |
| ------------- | --------------------------------------------- | ---------------------------------------------------------- | ------------------------ |
| Iker Casillas | Maicon Sergio Ramos Carles Puyol Philipp Lahm | Bastian Schweinsteiger Wesley Sneijder Xavi Andrés Iniesta | Diego Forlán David Villa |

Trener: Vicente del Bosque

## Wydarzenia
- Po raz pierwszy w historii MŚ do jednej kadry (Honduras) powołanych zostało trzech braci: Jerry, Wilson oraz Johnny Palacios[9].
- Trzeci bramkarz Korei Północnej, Kim Myong-won jest w istocie napastnikiem. FIFA zgodziła się, aby pojechał na mistrzostwa pod warunkiem, że nie zagra na nich jako gracz z pola[10].
- Reprezentacja RPA to pierwsza w historii drużyna gospodarzy mistrzostw, która nie dostała się do fazy pucharowej, zajmując trzecie miejsce w grupie A[1].
- Był to też pierwszy w historii przypadek, w którym do fazy pucharowej nie dostali się zarówno obrońcy tytułu mistrza świata (Włochy), jak i zdobywcy drugiego miejsca (Francja).
- Również po raz pierwszy w historii mistrzostw świata przyszły mistrz świata przegrał pierwszy mecz. Hiszpania uległa bowiem (Szwajcarii) 0:1. Był to też dopiero trzeci raz gdy przyszły triumfator nie wygrał pierwszego meczu (w 1966 Anglia zremisowała bezbramkowo z Urugwajem, a Włosi zremisowali z Polską w 1982 również 0:0).
- Trener Reprezentacji Argentyny Diego Maradona obiecał, że jeżeli Argentyna będzie mistrzem świata, przejdzie się w publicznym miejscu nago. Zapowiedź pozostała niezrealizowana, ponieważ jego reprezentacja przegrała w ćwierćfinale z Niemcami 0:4.[11]
- Również Vicente del Bosque złożył obietnicę dotyczącą tryumfu jego podopiecznych w turnieju. Trener Hiszpanów powiedział, że jeśli wygra mistrzostwo świata, zgoli swoje wąsy[12].
- W meczu grupowym Ghany z Niemcami w obu reprezentacjach od pierwszej minuty występowało dwóch braci Boateng – Jérôme w Niemczech oraz Kevin-Prince w Ghanie. To pierwszy taki przypadek w historii MŚ[13].
- W meczu 1/8 finału pomiędzy Niemcami a Anglią urugwajski sędzia Jorge Larrionda podjął przy stanie 2:1 dla Niemców błędną decyzję, nie uznając w 39. minucie gola Franka Lamparda. Po uderzeniu Anglika piłka odbiła się od poprzeczki i wyraźnie minęła linię bramkową. Ostatecznie Anglicy przegrali 1:4. Decyzję tę okrzyknięto jednym z największych skandali w historii MŚ[14].
- Reprezentacja Hiszpanii została pierwszą w historii europejską drużyną, która wywalczyła tytuł mistrzowski na Mundialu rozgrywanym poza Starym Kontynentem.